# Hecalus eximius
Hecalus eximius är en insektsart som beskrevs av Carl Ludwig Kirschbaum 1868. Hecalus eximius ingår i släktet Hecalus och familjen dvärgstritar. Inga underarter finns listade i Catalogue of Life.